# ランデブークイズ・ペアでハッスル
『ランデブークイズ・ペアでハッスル』は、NETテレビ系列局ほかで放送されていた毎日放送製作のクイズ番組である。住友グループの単独提供。NETテレビ系列局では1968年10月24日から1971年3月25日まで、毎週木曜 19:30 - 20:00 （日本標準時）に放送。

## 概要
『野生の王国』（毎日放送製作）の休止期間中に放送されていた視聴者参加型番組で、スポンサーも同番組から引き続き住友グループが務めていた。
番組には、毎回一般人の夫婦・親子・兄弟などが2人1組のチームを組んで出場していた。出場チームは4組で、1人ずつひな壇型のゴンドラに乗ってクイズに答えていた。クイズはチームメンバーそれぞれのゴンドラを左右めいっぱいに離した状態で始まり、正解するごとに乗っているゴンドラが内側に1点ずつ進み、不正解するごとに外側に1点ずつ下がっていくという方式。出されるクイズは全問○×クイズ。
先にメンバーそれぞれが7点ずつを取り（合計で14点）、両者のゴンドラが中央にまで到達（ランデブー）できたチームはゴールインとなり、最後に「ペア賞」を賭けてのチャレンジクイズ「ペア賞に挑戦!」に挑戦できた。これに正解したチームには、優勝賞品として海外旅行（アメリカ、ハワイ、ソ連、東南アジアのいずれか）と副賞の賞金10万円獲得となる。
司会は、当初は毎日放送アナウンサーの高村昭が務めていたが、後に大村崑と交代した。出題は安西愛子が担当していた。

## 補足
- 第1回では、一般人ではなく芸能人夫婦が出場するゲスト特集を行った。この回には田宮二郎・藤由紀子チーム、宗方勝巳・長内美那子チーム、大瀬康一・高千穂ひづるチーム、山崎唯・久里千春チームが出場した。
- ゲスト特集で、桂歌丸・林家木久扇（当時・木久蔵）のペアがペア賞を達成して、東南アジア旅行を獲得している。二人はハワイにするか、東南アジアにするかと言っていたが、結局東南アジア旅行にした。
- 最終回では、上方落語家の師匠と弟子がペアを組んで出場する上方落語家特集を行った。この回には桂小文枝・桂三枝チーム、笑福亭松鶴・笑福亭仁鶴チームなどが出場した。
- 当初はゴンドラにチームを示すマークとしてハート、スペード、ダイヤ、クラブが描かれていたが、後に『アップダウンクイズ』（毎日放送）と同じ丸囲み数字の①、②、③、④に変更された。
- 当時はVTRの規格が2インチで機器・テープ共に高価だったうえ、著作権法などの絡みで番組の資料保存が制約されていた事情もあり、MBS千里丘ミリカセンター内のアーカイブ室に映像はすべて現存しておらず、MBS社内で記録スチール写真が数枚現存しているのみである。
- 1968年10月24日付の朝日新聞関東版朝刊のテレビ欄、「テレビ・メイト」（1969年8月号「あなたはクイズ人間か？」2～7ページ、NETテレビ広報部刊）に第1回目のスチール写真が掲載されている。
- また2010年に発刊された、元毎日放送の金子俊彦著「放送の世界に生きて」（風詠社）の157頁に、大村時代の当番組の写真が掲載されている。

## ネット局
| 放送対象地域 | 放送局       | 系列                         | 備考                                         |
| ------------ | ------------ | ---------------------------- | -------------------------------------------- |
| 近畿広域圏   | 毎日放送     | NETテレビ系列                | 製作局                                       |
| 関東広域圏   | NETテレビ    | NETテレビ系列                |                                              |
| 北海道       | 北海道テレビ | NETテレビ系列                |                                              |
| 宮城県       | 東北放送     | TBS系列                      |                                              |
| 宮城県       | 宮城テレビ   | 日本テレビ系列 NETテレビ系列 |                                              |
| 中京広域圏   | 名古屋テレビ | 日本テレビ系列 NETテレビ系列 |                                              |
| 香川県       | 瀬戸内海放送 | NETテレビ系列                | 出典：1969年4月3日、産経新聞・岡山版テレビ欄 |
| 福岡県       | 九州朝日放送 | NETテレビ系列                |                                              |